# Neivamyrmex lieselae
Neivamyrmex lieselae är en myrart som först beskrevs av Auguste-Henri Forel 1913.  Neivamyrmex lieselae ingår i släktet Neivamyrmex och familjen myror. Inga underarter finns listade i Catalogue of Life.